# Książka kucharska

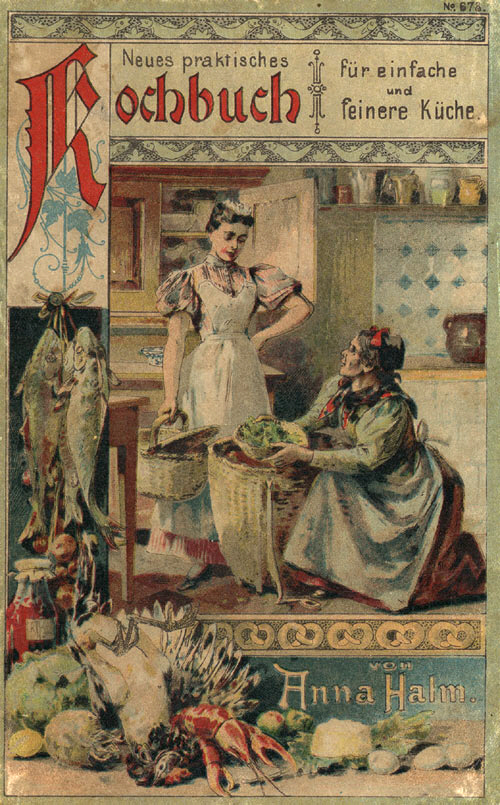
Okładka niemieckiej książki kucharskiej z ok. 1900 roku

Książka kucharska – zbiór przepisów kulinarnych, opisujących sposób przygotowywania danych potraw. Współczesne książki kucharskie są na ogół ułożone według jakiegoś tematu przewodniego i zawierają przepisy np. kuchni narodowych czy regionalnych bądź spełniające wymagania danej diety (np. książki kucharskie dla diabetyków, wegetarian czy osób odchudzających się). Mogą też zawierać przepisy na określony typ potraw, np. ciasta, sałatki, przetwory z owoców czy potrawy mięsne. Obecnie są często ilustrowane fotografiami pokazującymi gotowe dania.
Współcześnie książki kucharskie nie są wyłącznie źródłem informacji przydatnych w kuchni – czytelnicy kupują je także w celu zaznajomienia się z przepisami na potrawy, których nie mają zamiaru przygotowywać. Albumowe wydania książek kucharskich dalekie są od swojej pierwotnej funkcji i częściej znajdują swoje miejsce w salonie niż w kuchni.
Historia książek kucharskich w danym kraju jest ściśle związana z jego tradycją kulinarną i stopniem rozwoju gastronomii. Stąd też bogatą literaturę kulinarną ma Francja, a dawne przepisy niektórych krajów, np. irlandzkie, znane są głównie z prywatnych zapisków i przekazów ustnych.
Dawne przepisy i książki kucharskie są ważnym źródłem dotyczącym historii kultury materialnej i życia codziennego. Historycy podchodzą jednak do starych przepisów z pewną ostrożnością, gdyż często przedstawiają one specyficzny bądź wyidealizowany obraz ówczesnych realiów. Trudno też niekiedy rozpoznać, czy przepis wywodzi się z tradycji danego regionu, czy też jest własnym pomysłem autora; trzeba także brać pod uwagę, że receptury i całe książki kucharskie często były przedmiotem plagiatu.

## Historia

### Do XIII wieku

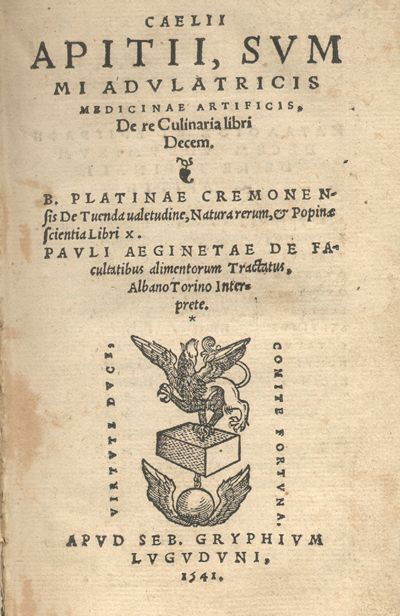
Wydanie De re coquinaria z 1541 roku

Od najdawniejszych czasów przepisy kulinarne były przekazywane z pokolenia na pokolenie przede wszystkim ustnie – dziewczęta pomagające swoim matkom uczyły się od nich sposobów przygotowywania jedzenia. Konieczność zapisywania przepisów powstała prawdopodobnie wraz z pojawieniem się kuchni dworskiej i zawodowych kucharzy; zapewne jest niewiele młodsza niż samo pismo. Zachowały się zapisane na tabliczkach przepisy z Babilonu, z XVI wieku p.n.e. Opisują  przygotowywanie dań z ptactwa dzikiego i domowego.
Najstarsze zachowane przepisy chińskie pochodzą z początku VI wieku p.n.e., z czasów dynastii Zhou. Jeden z nich opisuje przyrządzanie smażonych kulek z siekanego mięsa i ryżu. Zachowało się wiele receptur z czasów dynastii Song. Jedną z najciekawszych chińskich wczesnych książek kucharskich jest dzieło Huou, kuchmistrza dworu Kubilaj-chana, z wieloma przepisami na zupy.
W Europie pierwsze zbiory przepisów pojawiły się prawdopodobnie pod koniec V wieku p.n.e. Pierwszym z nich była zapewne Sztuka gotowania Mithekosa z Syrakuz. Z II wieku p.n.e. pochodzi traktat o jedzeniu Uczta mędrców Atenajosa, napisany w formie dialogu. Zachowały się pojedyncze przepisy pochodzące z czasów greckich i rzymskich. Najstarszy zachowany rzymski zbiór przepisów to traktat zwany De re coquinaria bądź, od imienia domniemanego autora, Apicius, pochodzący z początku V wieku i znany z karolińskich manuskryptów.
Najstarsze istniejące przepisy kuchni arabskiej pochodzą z VIII wieku, z początków dynastii Abbasydów.

### XIII–XV wiek

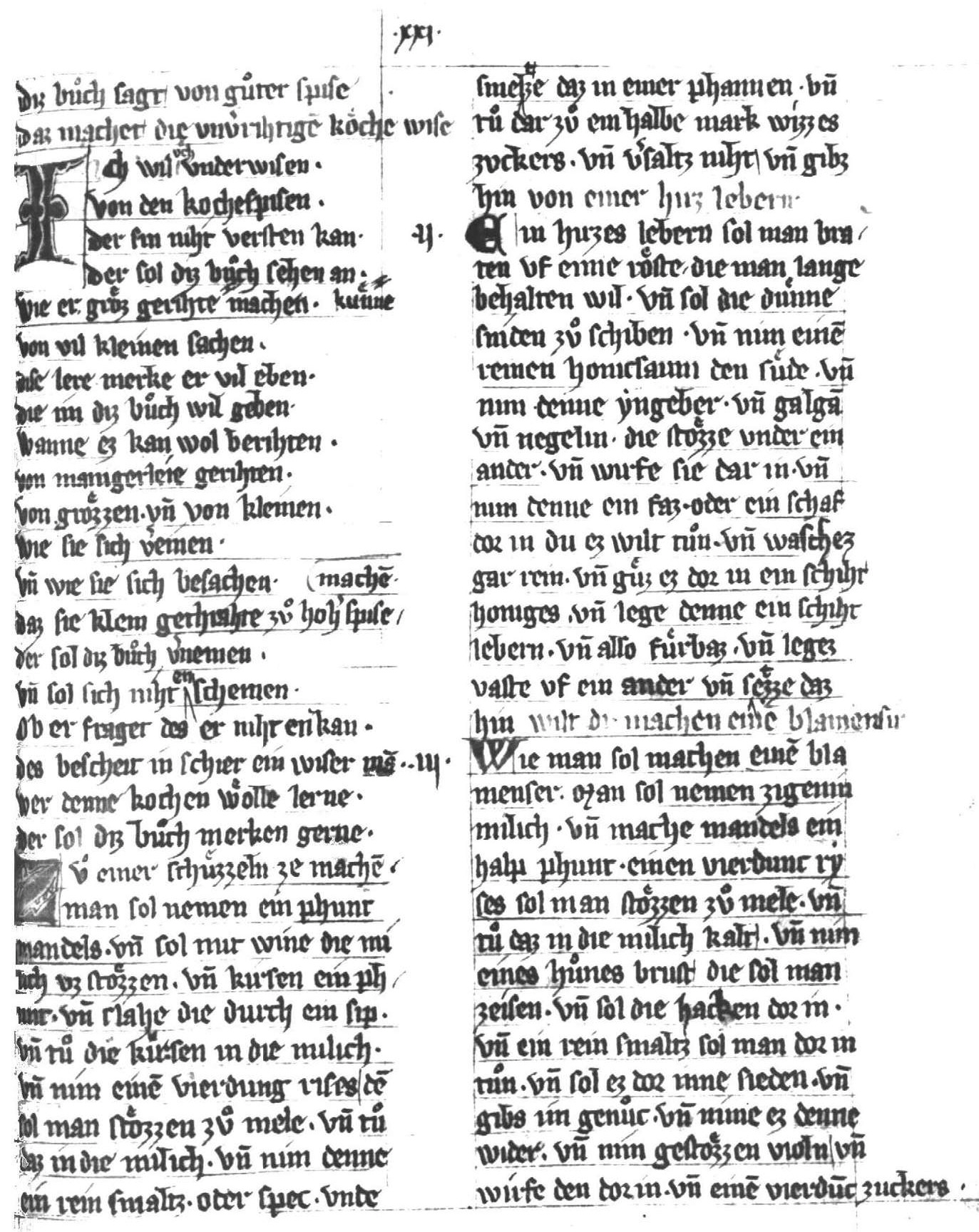
Manuskrypt najstarszej zachowanej niemieckiej książki kucharskiej – Daz Buoch von guoter Spise z ok. 1350 roku

Z okresu pełnego i późnego średniowiecza zachowało się w manuskryptach kilkadziesiąt różnych zbiorów przepisów kulinarnych, które można już określić jako książki kucharskie. Większość z nich traktuje o kuchni dworskiej, a niektóre  były ogłaszane przez nadwornych kuchmistrzów, jak Le Viandier Guillaume’a Tirela (ok. 1395), The Forme of Cury, napisana ok. 1390 roku przez kucharza Ryszarda II czy Du fait de cuisine autorstwa Chiquarta, kucharza na dworze Amadeusza VIII (1420). Pierwszym zbiorem odnoszącym się do kuchni bogatego mieszczaństwa jest Gospodarz paryski (koniec XIV wieku). Prócz pozycji włoskich, francuskich, angielskich i niemieckich zachowały się także średniowieczne książki kucharskie z innych krajów. Powstanie dwóch pozycji duńskich szacowane jest na ok. 1300 rok, są zatem jednymi z najstarszych w Europie. Katalońska Llibre de Sent Soví pochodzi z XIV wieku. Istnieje także rękopiśmiennicza książka kucharska z terenu Czech.
Historycy kulinariów, jak Jean-Louis Flandrin, wnioskując z wysokiej jakości zachowanych manuskryptów, przypuszczają jednak, że średniowieczne traktaty kulinarne były przeznaczone nie dla kucharzy, ale dla osób bogatych i wykształconych: arystokratów, wysokiej rangi duchownych czy najzamożniejszych mieszczan. Większość przepisów była dalej przekazywana ustnie i poprzez praktykę.
Większe rozpowszechnienie książek kucharskich przyniósł wynalazek druku. Pierwszy drukowany zbiór przepisów kulinarnych, autorstwa Martina da Como, kuchmistrza kardynała Ludovica Trevisana, zawierał traktat De honesta voluptate et valetudine Bartolomea Platiny, opublikowany w Rzymie ok. 1470 roku. Niewiele później, w 1490 roku, wydano w Norymberdze niemiecką książkę kucharską zatytułowaną Küchenmeisterey.

### XVI–XVIII wiek

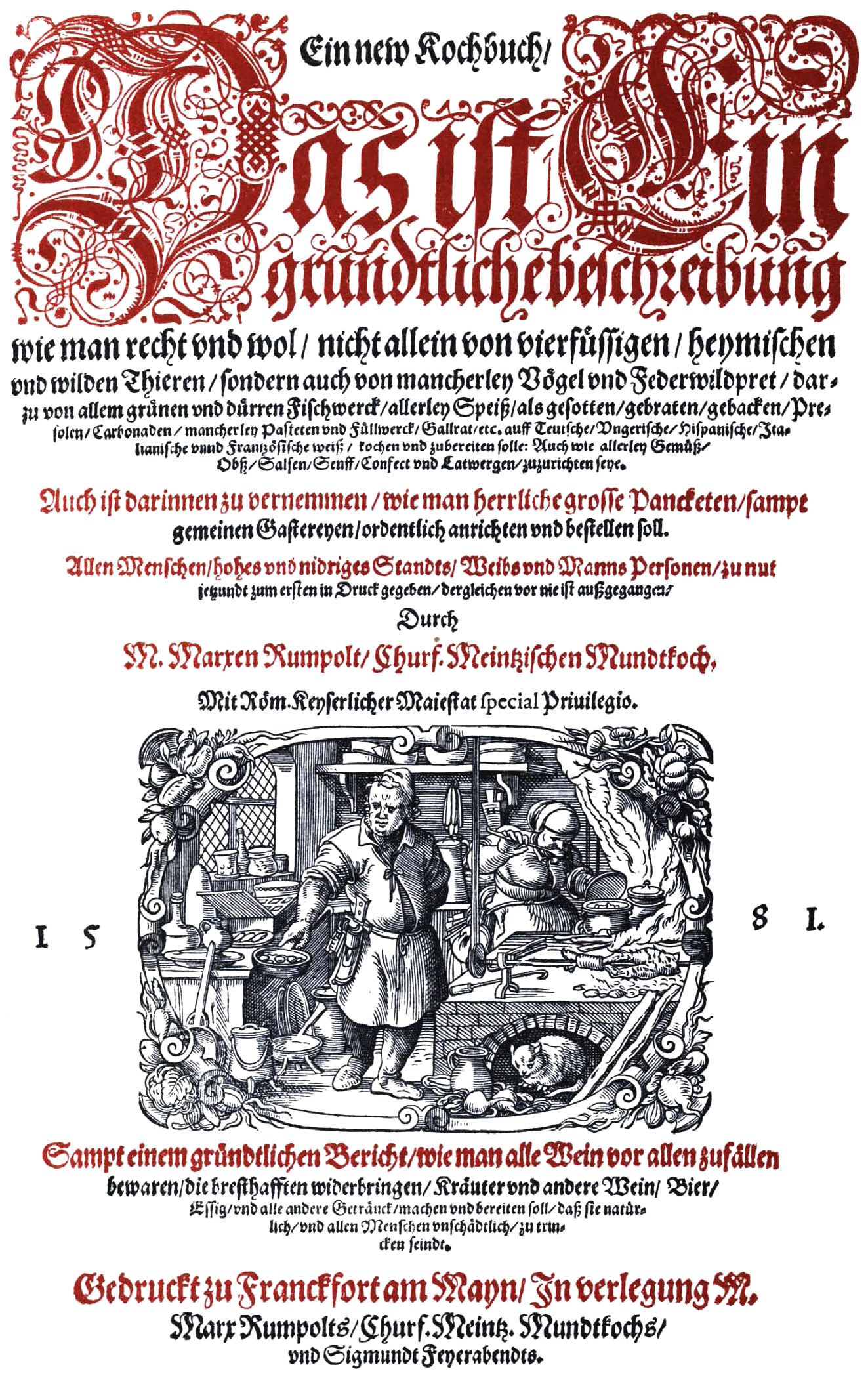
Ein New Kochbuch Marcusa Rumpolta

Wraz z upowszechnianiem się umiejętności czytania i pisania poszerzył się krąg odbiorców publikacji kulinarnych, a jednocześnie zaczęto zapisywać przepisy do użytku domowego – zachowało się wiele tego rodzaju XVI-wiecznych prywatnych kolekcji receptur. W miarę upływu czasu większość z tych domowych książek kucharskich była tworzona przez kobiety.
W wydanej w 1581 roku w Niemczech pozycji Ein New Kochbuch zawarte jest wiele przepisów charakterystycznych dla terenu Węgier – być może jej autor, Marcus (Marx) Rumpolt, był Węgrem z urodzenia.

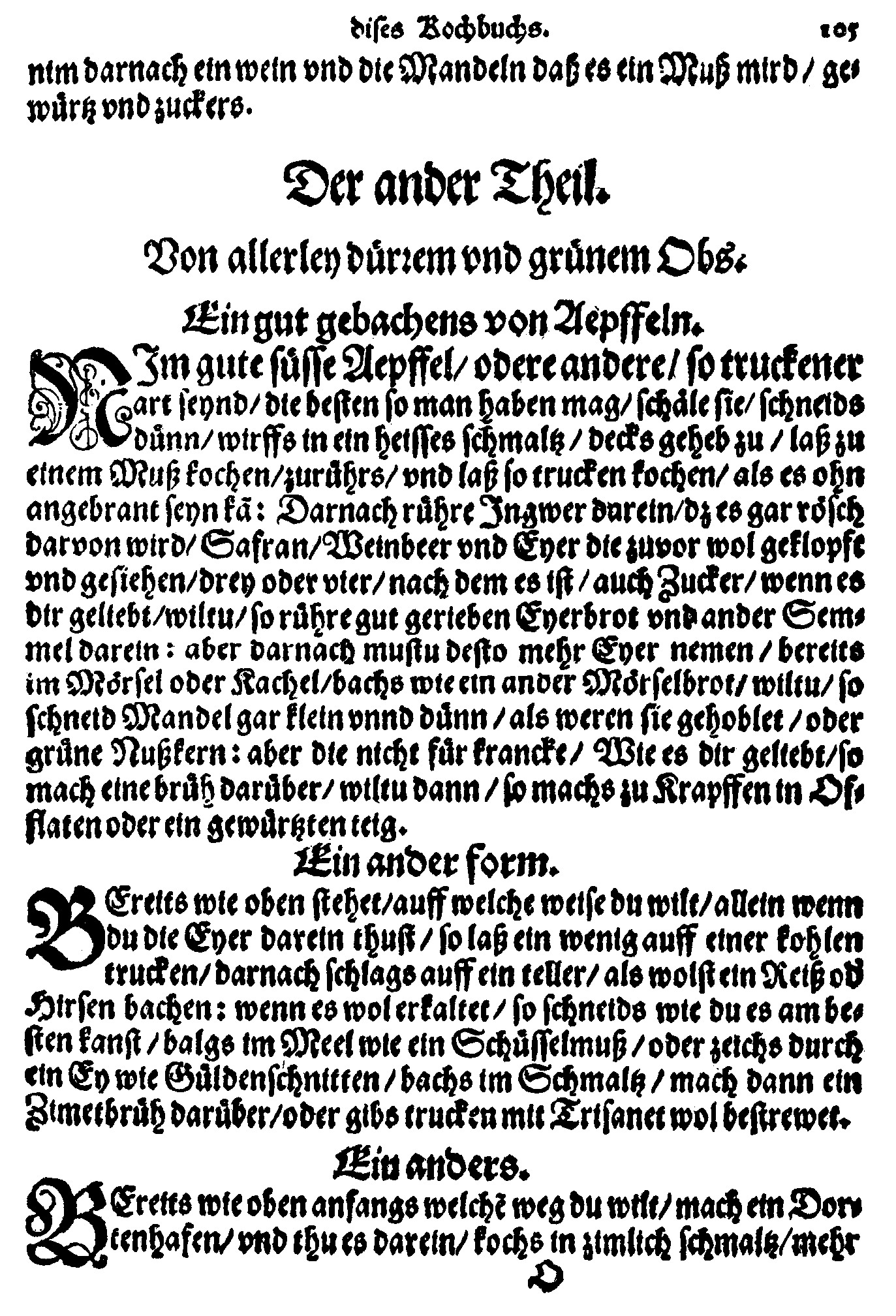
Faksymilie jednej ze stron Ein Köstlich New Kochbuch Anny Weckerin (1598)

W końcu XVI wieku zaczęły się pojawiać pozycje kierowane do pań domu, także ze sfer mieszczańskich. Rozróżnienie na książki kucharskie z przepisami do użytku domowego oraz na te dotyczące kuchni wykwintnej najwcześniej pojawiło się na obszarze języka niemieckiego. W 1598 roku ukazała się Ein Köstlich New Kochbuch, prawdopodobnie pierwsza książka kucharska wydana przez kobietę, Annę Wecker (Weckerin) z Bazylei. W Anglii tego rodzaju pozycją była np. The English Housewife Gervase'a Markhama (1615), który wykorzystał też przepisy pochodzące z domowych kobiecych kolekcji. Pierwszą angielską książką kucharską napisaną przez kobietę była The Queen-like Closet; or Rich Cabinet autorstwa Hannah Wooley (1670).
Od II połowy XVII wieku pojawiło się wiele nowych tytułów, zwłaszcza we Francji, przodującej w kulturze gastronomicznej, m.in. dzieło François Pierre’a de La Varenne'a Le Cuisinier François (1651), będące dowodem zmiany francuskich zwyczajów kulinarnych, np. zastąpienia charakterystycznych dla średniowiecza i renesansu importowanych przypraw rodzimymi ziołami. Jest to także pierwsza praca, w której wspomniane są typowo francuskie potrawy jak ragoût. Innymi słynnymi francuskimi tytułami z tego okresu były Nouveau cuisinier royal et bourgeois François Massialota (1691) oraz L'école des officiers de bouche. W tym czasie wydano też pierwszą polską książkę kucharską: Compendium ferculorum, albo zebranie potraw Stanisława Czernieckiego (1682).
Od XVIII wieku zaczęło się pojawiać coraz więcej książek kucharskich publikowanych przez kobiety i kierowanych do kobiet, których autorki czerpały wiedzę z własnego doświadczenia. Wiele tego rodzaju pozycji wydawano w Anglii, mającej silną klasę średnią, ale pojawiały się też w Niemczech, Holandii, Hiszpanii i krajach skandynawskich. Stosunkowo niewiele było ich we Francji, gdzie książki kucharskie pisali głównie znani kuchmistrze i gastronomowie.
Przykładami angielskich pozycji z tego okresu są The Compleat Housewife Elizy Smith (1727) czy Art of Cookery Hannah Glasse, popularne także wśród angielskich osadników w Ameryce Północnej. W 1796 roku została wydana pierwsza amerykańska książka kucharska – American Cookery Amelii Simmons, z przepisami na potrawy zawierające typowe produkty Nowego Świata. Za klasyczną dla kuchni szwedzkiej pozycję uważana jest książka Hjelpreda i hushållningen för unga fruentimber autorstwa Cajsy Warg (1755), prócz przepisów kulinarnych zawierająca także porady dotyczące prowadzenia domu.

### Od XIX wieku

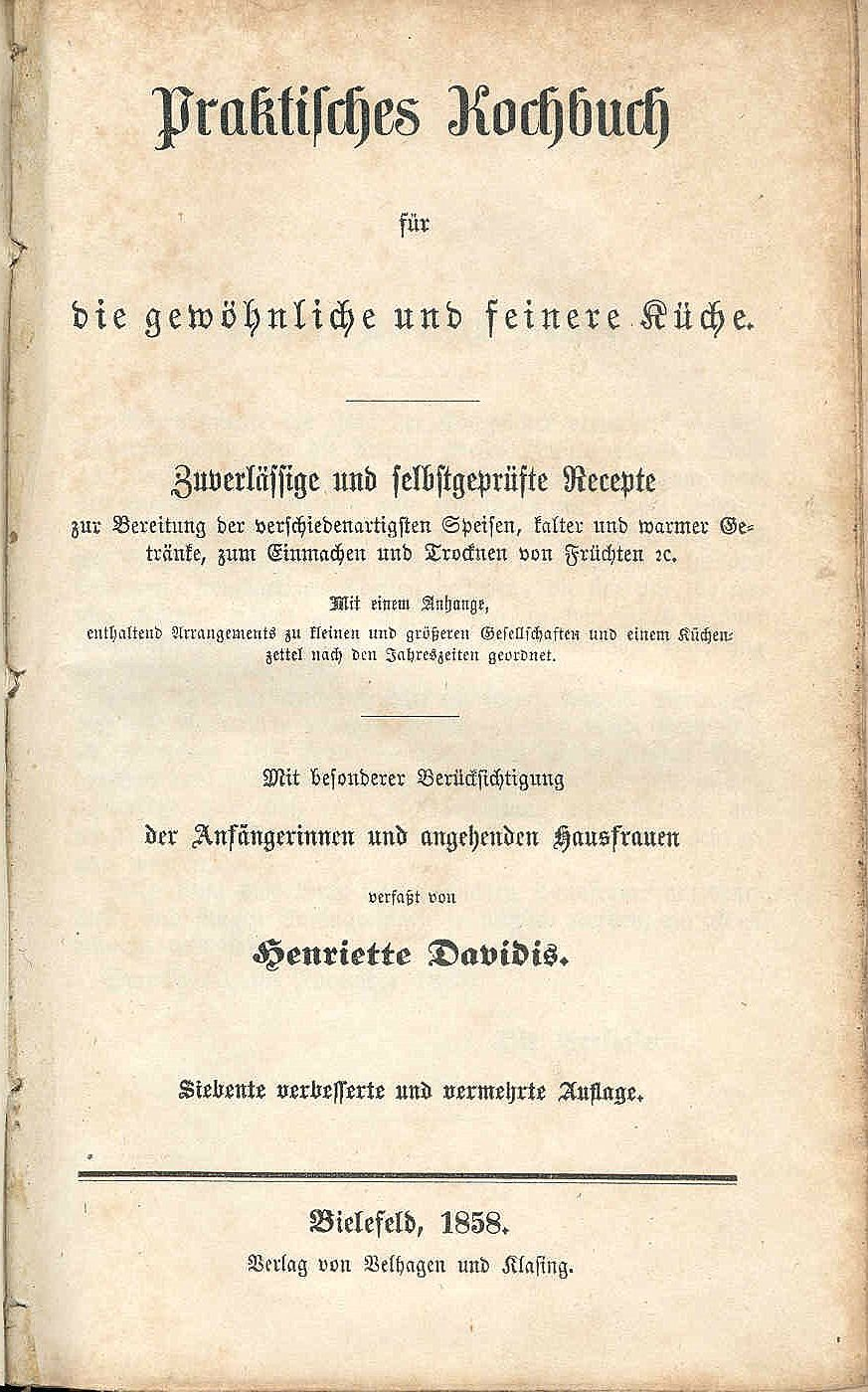
Strona tytułowa Praktisches Kochbuch Henriette Davidis, wydanie z 1858 roku

Wiek XIX, a zwłaszcza jego druga połowa, przyniósł jeszcze większą popularność książek kucharskich, zwłaszcza kładących nacisk na edukację w zakresie przygotowywania posiłków. Pozycje te stały się powszechne wraz z rozrostem szeroko rozumianej klasy średniej i wzrostem wymagań dotyczących warunków życia. Sięgało po nie coraz więcej kobiet, na których spoczywała odpowiedzialność za funkcjonowanie gospodarstwa domowego. Powodem zwiększonego popytu na pozycje traktujące o prowadzeniu domu było także coraz szersze wykształcenie kobiet – dziewczęta chodzące do szkół nie miały możliwości nauczyć się tajników gospodarstwa tradycyjną drogą, od swoich matek. Stąd też wiele książek było wprost przeznaczonych dla młodych mężatek.

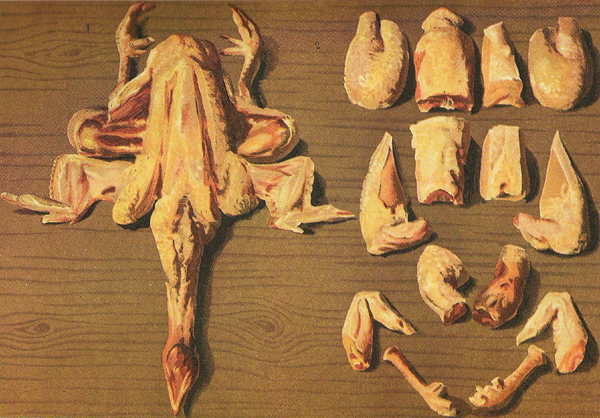
Jedna z plansz z Livre de cuisine Jules’a Gouffé, pokazująca prawidłowy rozbiór kurczaka

W XIX wieku ukazały się uważane za fundamentalne dla niektórych kuchni narodowych pozycje, jak Domácí kuchařka aneb Pojednání o masitých pokrmech pro dcerky české a moravské Magdaleny Dobromily Rettigovej (1826) dla czeskiej czy Kochbuch für die gewöhnliche und feinere Küche Henriette Davidis (1845) dla niemieckiej. Obie te publikacje traktowały o kuchni codziennej i kierowane były do gospodyń domowych, podobnie jak uważany za klasyczną dla kuchni rosyjskiej książkę kucharską Prezent dla młodych gospodyń (Подарок молодым хозяйкам, 1861) Heleny Mołochowiec. Z kolei dające podstawy współczesnej kuchni francuskiej prace Marie-Antoine’a Carême'a, wydawane w I połowie XIX wieku, dotyczyły kuchni wykwintnej. Oba te nurty: kuchnię domową i haute cuisine, łączyła bogato ilustrowana Le livre de cuisine Jules’a Gouffé z 1867 roku (w Londynie wydana pod tytułem Royal Cookery Book).

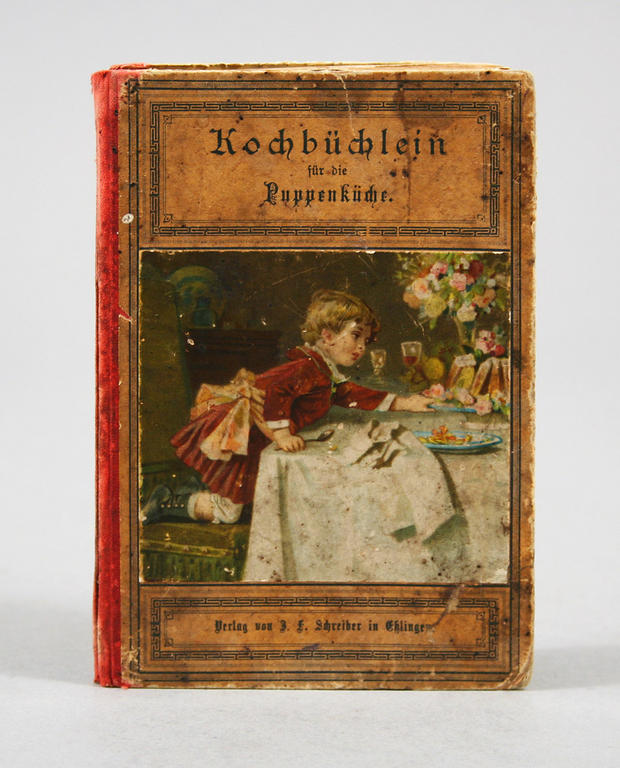
Kochbüchlein für die Puppenküche Julii Bimbach, wydanie z 1884 roku

W drugiej połowie XIX wieku zaczęły się ukazywać książki kucharskie dla dzieci. Prawdopodobnie pierwszą taką pozycją była niemiecka książka Kochbüchlein für die Puppenküche Julii Bimbach (1854), poradnik gotowania przeznaczony dla dziewcząt w wieku 8–14 lat. Wkrótce potem, w 1857 roku ukazała się Puppenköchin Anna. Ein praktisches Kochbuch für kleine liebe Mädchen Henriette Davidis. Wczesnym amerykańskim tytułem była książka Six Little Cooks (1877). Pozycje takie zawierały przepisy na potrawy proste w przygotowaniu i odpowiadające mniemaniu o dziecięcych gustach.
W okresie wojny secesyjnej w Stanach Zjednoczonych pojawiły się książki kucharskie pisane wspólnie przez kobiety skupione w organizacjach charytatywnych, religijnych czy klubach kobiecych. Ten rodzaj działalności rozpoczęły członkinie kościołów protestanckich z Północy, przeznaczając dochód ze sprzedaży na wspomożenie ofiar wojny i ich rodzin; działalność ta popularna była do lat 50. XX wieku. Pozycje tego rodzaju nieraz dokumentują przepisy europejskich kuchni narodowych, gdyż bywały pisane przez kobiety ze środowiska emigrantów z danego kraju. Jedną z książek tego typu była The Settlement Cook Book (mająca podtytuł The Way to Man’s Heart), napisana i wydana przez kobiety z Milwaukee Jewish Mission w celu wsparcia nowych żydowskich imigrantów – od chwili pierwszego wydania w 1901 roku do początku XXI wieku osiągnęła łączny nakład półtora miliona egzemplarzy.

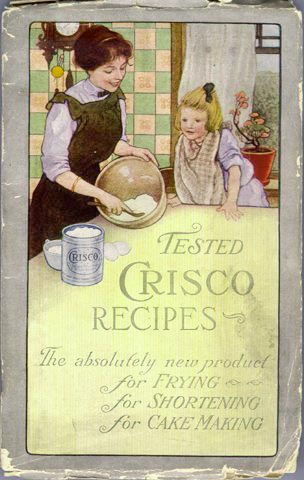
Okładka amerykańskiej książki kucharskiej z 1912 roku, firmowanej przez markę Crisco

W końcu XIX wieku przepisy rozpowszechniane w czasopismach i książkach kucharskich stały się też narzędziem marketingu – promując nowe produkty takie jak żelatyna, czy urządzenia jak kuchenki elektryczne.
Początek XX wieku przyniósł dalszy rozwój książek kucharskich i coraz większą ich specjalizację, stały się też one obszerniejsze w porównaniu z pozycjami dziewiętnastowiecznymi. Generalnie, przełom XIX i XX wieku to profesjonalizacja książek kucharskich i początek naukowego podejścia do sztuki kulinarnej.
Książki kucharskie wydawane były przez szkoły gotowania, których wiele powstało pod koniec XIX wieku. W Stanach Zjednoczonych popularne były pozycje firmowane przez Boston Cooking School, przede wszystkim Boston Cooking-School Cook Book autorstwa Fannie Merritt Farmer, wydana w 1896 roku. Książki te były kierowane do gospodyń domowych i wiele miejsca poświęcały unowocześnieniu pracy w domu.
Prócz rubryk o gotowaniu w czasopismach, zaczęły powstawać magazyny poświęcone wyłącznie sztuce gotowania.
Prace kierowane wyłącznie do zawodowych kucharzy to publikacje Auguste’a Escoffiera, jednego z największych francuskich gastronomów. We Francji ukazało się też pierwsze wydanie Larousse gastronomique (1938), encyklopedii kulinarnej, zawierająca także przepisy – wraz z Le guide culinaire Escoffiera i Le répertoire de la cuisine Louisa Saulniera wyznaczyła ona zasady francuskiej kuchni narodowej i regionalnej.
Tradycję pisania książek kucharskich przez znanych szefów kuchni kontynuowano także w innych krajach – np. w 1913 roku ukazała się książka Wie kocht man bei Šroubek z przepisami na dania pochodzące z popularnej praskiej restauracji Karla Šroubka.
W okresie II wojny światowej i krótko po niej, w warunkach reglamentacji żywności bądź wezwań do jej oszczędzania, powstała oddzielna grupa książek kucharskich. Ich autorzy starali się pomóc gospodyniom domowym w odpowiednim wykorzystaniu dostępnych produktów przy jednoczesnym zbilansowaniu i urozmaiceniu posiłków. Wyszukiwali zamienniki i namiastki niedostępnych produktów, niekiedy także propagowali zakładanie własnych upraw warzyw. W Wielkiej Brytanii ukazały się tytuły Cookery under Rations (1941), Feeding the Family in War-Time (1942), Health for All Ration-Time Recipe Book (1948); podobne książki wychodziły też w Stanach Zjednoczonych, jedna z nich, autorstwa M.F.K. Fisher, nosiła tytuł How to Cook a Wolf. Tego rodzaju pozycja ukazała się też w Krakowie w 1940 roku.
Także ciężkie lata powojenne skłaniały do oszczędzania, stąd wiele ukazujących się w tym czasie pozycji doradzało, jak prawidłowo się odżywiać przy ograniczonym budżecie domowym. Ale lata 50. XX wieku to także coraz większa popularność składników i półproduktów mrożonych i w konserwach – pojawiły się tytuły traktujące o ich wykorzystaniu w kuchni, także bardziej wykwintnej.
W latach 60. wzrosło zainteresowanie tradycjami kulinarnymi innych narodów. W Stanach Zjednoczonych propagatorami kuchni francuskiej byli James Beard i Julia Child. Oni też jako pierwsi wykorzystali do promowania swoich książek nowe medium – telewizję. Julia Child była pierwszą osobą mającą w telewizji własny program kulinarny, zapoczątkowując erę kucharzy telewizyjnych.
Lata 70. XX wieku przyniosły nową rolę książki kucharskiej – jej forma zaczęła był wykorzystywana do manifestacji poglądów na kwestie społeczne czy polityczne. Przykładem tego typu książek kucharskich jest wydana w Stanach Zjednoczonych przez grupę feministek pozycja zatytułowana The Political Palate, a Feminist Vegetarian Cookbook (1980). Istnieją też pozycje, które tylko tytułem nawiązują do książek kucharskich, zaś ich treść nie jest w żaden sposób związana ze sztuką kulinarną, jak np. The Anarchist Cookbook (1971).
W końcu XX wieku przepisy kulinarne zaczęły być wplatane także do literatury pięknej; przykładami utworów łączących powieść i książkę kucharską są Przepiórki w płatkach róży  Laury Esquivel z 1989 roku (także w ekranizacji tego utworu przepisy kulinarne są istotnym motywem), Pod słońcem Toskanii Frances Mayes (1996) czy Afrodyta Isabel Allende (1997).
Współcześnie, wraz z upowszechnieniem się w drugiej połowie lat 90. XX wieku Internetu, także to medium jest wykorzystywane do udostępniania przepisów kulinarnych i ich zbiorów.

## Polskie książki kucharskie

### Do XVIII wieku

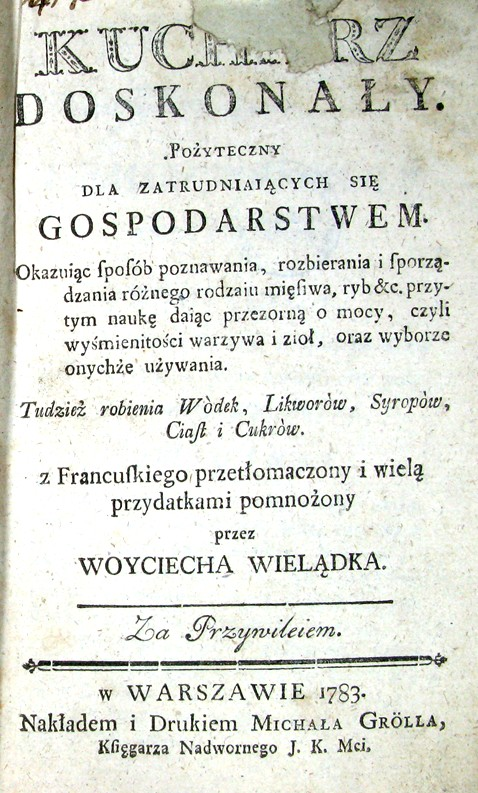
Strona tytułowa pierwszego wydania Kucharza doskonałego

Nie są znane żadne polskie książki kucharskie z czasów średniowiecza i renesansu, choć z tego ostatniego okresu pochodzą pojedyncze przepisy, jak ten na ćwikłę zapisany w Żywocie człowieka poczciwego Mikołaja Reja. Pierwszą polską książką kucharską było Compendium ferculorum, albo zebranie potraw autorstwa Stanisława Czernieckiego, opublikowane w 1682 roku. Wcześniej, jeszcze w XVI wieku, ukazało się Kuchmistrzostwo lub Kucharstwo, zachowane jedynie w niewielkim fragmencie zawierającym przepisy na wyrób octu, ale najprawdopodobniej było to tłumaczenie niemieckiego Küchenmeisterey z 1490 roku lub książki czeskiej wydanej w Pradze w 1535 roku.
Publikacja Czernieckiego, kuchmistrza Lubomirskich, traktowała o barokowej kuchni magnackiej, bogatej i mającej zadziwić biesiadujących. Mimo to miała długi żywot – doczekała się ponad 20 wydań, a wznawiano ją jeszcze w latach 1800–1821 (edycje pod tytułem Kucharka wiejska i miejska).
Innego typu pozycją był Kucharz doskonały Wojciecha Wielądki z 1783 roku. Jego pierwsze wydanie było tłumaczeniem francuskiej Cuisinière bourgeoise (Kucharki mieszczańskiej) Menona i zawierało przepisy prostsze, praktyczniejsze i oszczędniejsze niż Compendium ferculorum, a sam układ pracy był nowocześniejszy. W trzeciej edycji (1800) Wielądko dokonał zmian, do francuskich dodając przepisy kuchni polskiej i niemieckiej.
Z okresu XVIII i początku XIX wieku zachowało się jeszcze kilka rękopiśmienniczych książek kucharskich i pojedynczych przepisów, z których najbardziej znany jest zbiór przepisów Paula Tremo, kucharza Stanisława Augusta.

### Od XIX wieku

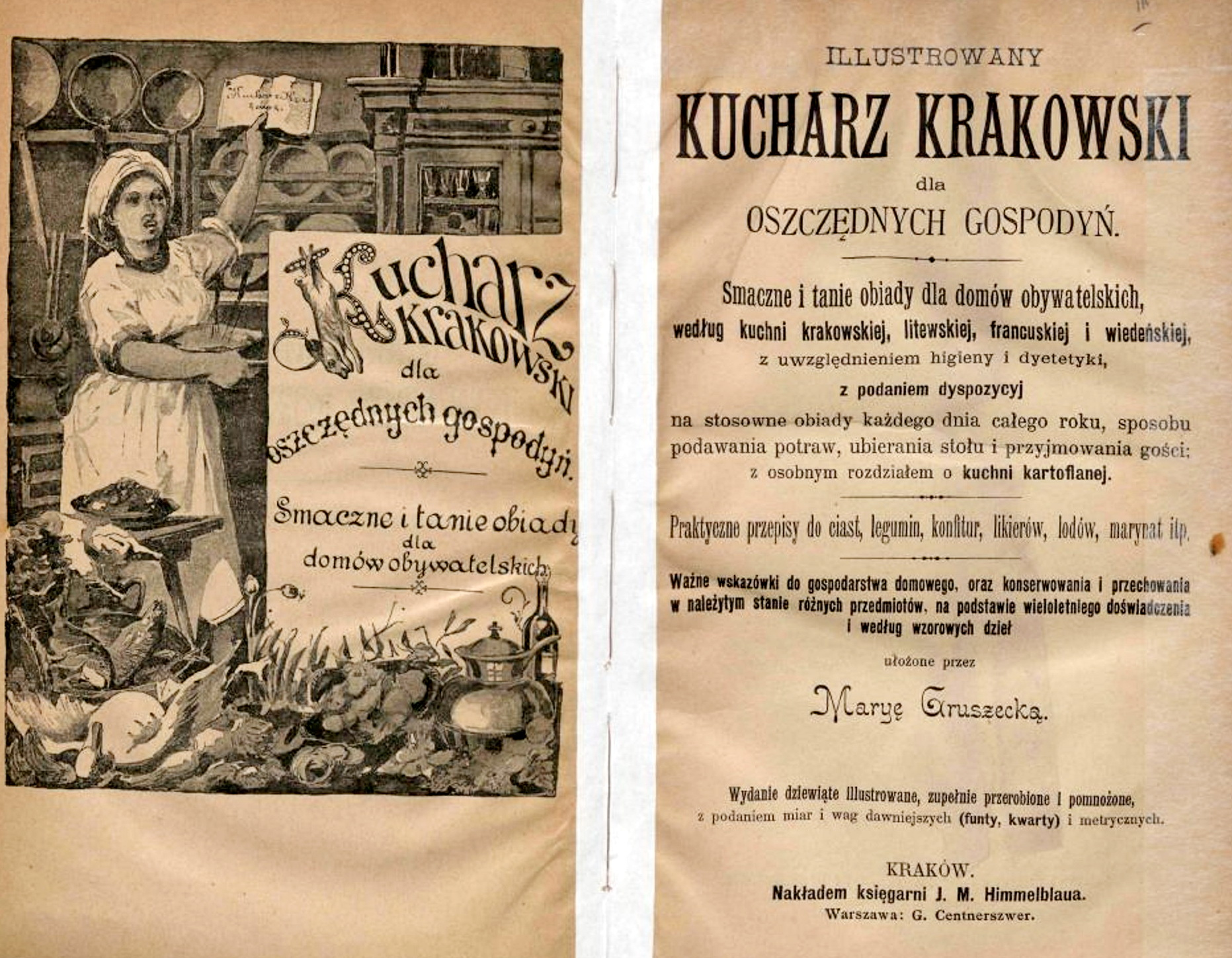
Strona tytułowa Kucharza krakowskiego Marii Gruszeckiej, wydanie z 1895 roku

W pierwszej połowie XIX wieku wiele pozycji kulinarnych wydał Jan Szyttler, uczeń Paula Tremo. Najpopularniejsze książki kucharskie Szyttlera to: Kuchnia myśliwska, czyli na łowach (1823), Kucharz dobrze usposobiony (1830), Kucharz Nowy dla osób osłabionych (1837), Kucharka oszczędna (1846).
Druga połowa XIX wieku to pojawienie się pozycji pisanych przez kobiety dla kobiet – pań domu. Miały one bardziej poradnikowy charakter, prócz przepisów kulinarnych zawierały informacje na temat układania menu, urządzenia kuchni czy też ówczesnej dietetyki. Odpowiadały na zmianę w poglądach nt. obowiązków wzorowej gospodyni, która miała bardziej angażować się w zarządzanie domem i być do tego odpowiednio przygotowana. Anna Ciundziewicka wydała Gospodynię litewską (Wilno 1848), poradnik domowy z przepisami kulinarnymi, Wincenta Zawadzka Kucharkę litewską (Wilno 1854), a najbardziej znana z nich Lucyna Ćwierczakiewiczowa 365 obiadów za pięć złotych (Warszawa 1858) i kilka innych pozycji. Ich publikacje miały kilkanaście wydań (365 obiadów nawet ponad 20) i wznawiane były jeszcze w pierwszych latach XX wieku. W Krakowie wydawała książki kucharskie Maria Gruszecka, a we Lwowie – Teofila Pszenna. W 1877 roku ukazała się książka Rebeki Wolff Polska kuchnia koszerna. Przepisy kulinarne ukazywały się także na łamach prasy kobiecej – swoje rubryki w „Bluszczu” i „Tygodniku Mód i Powieści” miała Ćwierczakiewiczowa.

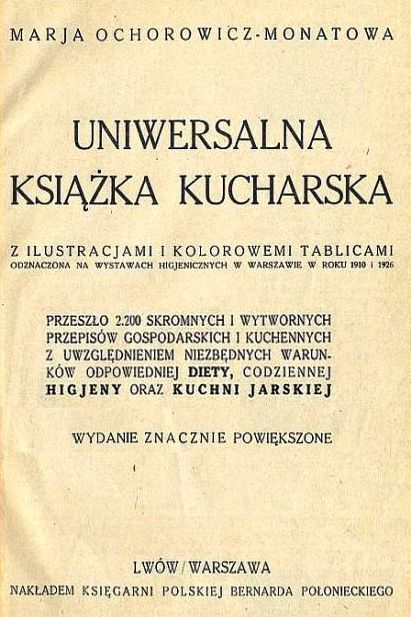
Strona tytułowa książki Marii Ochorowicz-Monatowej, wydanie z 1926 roku

Na przełomie XIX i XX wieku książki kucharskie pisały Marta Norkowska, Paulina Szumlańska i Jadwiga Izdebska, publikując także w kobiecych tygodnikach. W dwudziestoleciu międzywojennym popularne były pozycje autorstwa Marii Ochorowicz-Monatowej oraz Marii Disslowej. Liczne książki wyszły spod pióra Elżbiety Kiewnarskiej, piszącej często pod pseudonimem Pani Elżbieta. Norkowska i Disslowa już zawodowo zajmowały się nauczaniem w dziedzinie gospodarstwa domowego. Książki kucharskie wydawała także szkoła gospodarstwa wiejskiego w Chyliczkach.
W czasie okupacji, w warunkach skrajnej reglamentacji żywności, ukazała się w Krakowie książka Elżbiety Kiewnarskiej 109 potraw (1940), podająca m.in. przepis na zupę rybną bez ryby. Podobne przepisy były zamieszczane także w prasie. Duże kłopoty z dostępem do żywności występowały także w latach 50. – Poradnik Dobrej Gospodyni z 1954 roku zalecał, po odpowiednim przygotowaniu, wykorzystanie w kuchni obierek z jabłek i ziemniaków.

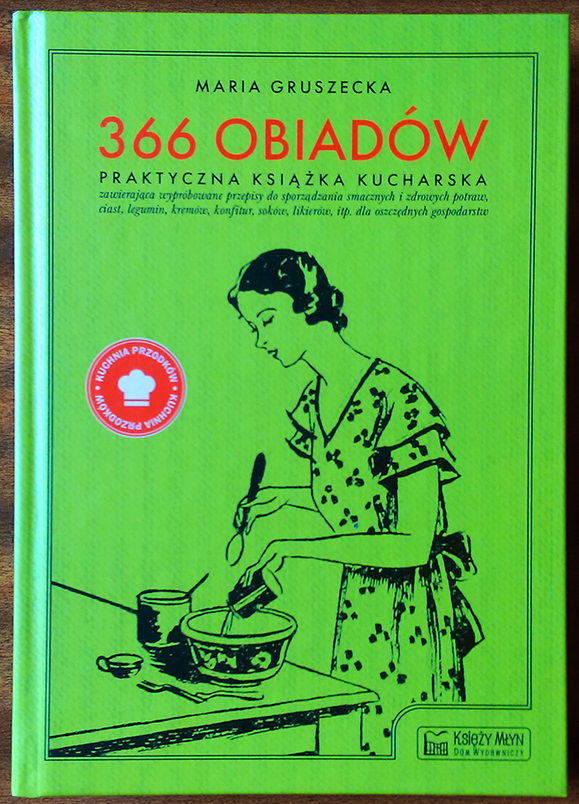
Nowe wydanie 366 obiadiów Marii Gruszeckiej

W okresie PRL książki kucharskie i porady kulinarne ukazujące się na łamach prasy, a później i w telewizji, starały się odpowiedzieć na zmiany w trybie życia, spowodowane dużym napływem ludności wiejskiej do miast czy powszechną pracą zawodową kobiet. Z powodu trudności z nabyciem niektórych składników w przepisach zastępowano trudno dostępne produkty ich namiastkami, np. cytryny – kwaskiem cytrynowym, proponowano też wszechstronne wykorzystywanie ziemniaków, także do ciast i tortów. Wiele przepisów traktowało o potrawach mącznych i warzywnych – mięso było towarem deficytowym, a w niektórych okresach reglamentowanym. Promowano wykorzystywanie półproduktów i gotowych dań, choć te dostępne w sprzedaży były często marnej jakości.
Wiele wydań miała Kuchnia polska, praca zbiorowa wydana przez Państwowe Wydawnictwo Ekonomiczne (pierwsza edycja 1959). O kuchni polskiej traktowała także Książka kucharska Zofii Czernej (1954). Tytułem przeznaczonym dla zawodowych kucharzy i stanowiącym wzorzec przepisów w gastronomii był Kucharz gastronom (Wydawnictwo Przemysłu Lekkiego i Spożywczego, pierwsze wydanie 1963). Do zdrowego odżywiana i dbania o sylwetkę zachęcała publicystyka Ireny Gumowskiej, będącej także autorką kilku książek kucharskich.
Od połowy lat 70. pojawiły się też pozycje z przepisami kuchni innych narodów, do wykorzystywania ich doświadczeń zachęcały też programy telewizyjne. W latach 80. funkcję powszechnie dostępnego poradnika kulinarnego pełniła Współczesna kuchnia polska Henryka Dębskiego, wydana w 1983 roku w nakładzie 100 tys. egzemplarzy. W drugiej połowie lat 80. zaczęto wznawiać dawne polskie książki kucharskie.
Po roku 1989, w warunkach wolnego rynku, oferta wydawanych w Polsce książek kucharskich stała się bardzo szeroka. Przepisy kuchni polskiej były tematem np. pozycji autorstwa kucharzy mających swoje programy telewizyjne: Macieja Kuronia (Kuchnia polska: kuchnia Rzeczypospolitej wielu narodów, 2004) i Roberta Makłowicza (Nowoczesna kuchnia polska Makłowicza i Bikonta, 2007).
W 2021 roku nakładem Domu Wydawniczego Księży Młyn w Łodzi ukazało się nowe wydanie książki kucharskiej Marii Gruszeckiej "366 obiadów". Książka jest pierwszym tomem serii "Kuchnia Przodków".